# Spaans voetbalelftal onder 19 (mannen)
Het Spaans voetbalelftal onder 19 is een voetbalelftal voor spelers onder de 19 jaar met de Spaanse nationaliteit. Spelers die ouder zijn mogen echter wel meedoen als zij maximaal 19 jaar zijn op het moment dat de kwalificatie voor een toernooi begint. Het team vertegenwoordigt de Spaanse voetbalbond (RFEF) op het jaarlijkse EK onder 19 jaar. Het EK onder 19 bestaat sinds 2002. Spanje is recordkampioen met zeven titels. Tot 2002 werd voor deze leeftijdsgroep het EK onder 18 jaar georganiseerd. Dit toernooi won Spanje drie keer in 1952, 1954 en 1995. Het elftal onder 18 jaar won ook drie keer de Meridian Cup in 1999, 2001 en 2003.

## Prestaties op Europees kampioenschap
| Europees kampioenschap voetbal mannen onder 19 | Europees kampioenschap voetbal mannen onder 19 | Europees kampioenschap voetbal mannen onder 19 | Europees kampioenschap voetbal mannen onder 19 | Europees kampioenschap voetbal mannen onder 19 | Europees kampioenschap voetbal mannen onder 19 | Europees kampioenschap voetbal mannen onder 19 | Europees kampioenschap voetbal mannen onder 19 | Europees kampioenschap voetbal mannen onder 19 | Europees kampioenschap voetbal mannen onder 19 |
| Jaar                                           | Ronde                                          | Wed.                                           | W                                              | G                                              | V                                              | DV                                             | DT                                             | KW                                             |                                                |
| ---------------------------------------------- | ---------------------------------------------- | ---------------------------------------------- | ---------------------------------------------- | ---------------------------------------------- | ---------------------------------------------- | ---------------------------------------------- | ---------------------------------------------- | ---------------------------------------------- | ---------------------------------------------- |
| Toernooi was daarvoor EK onder 18.             |                                                |                                                |                                                |                                                |                                                |                                                |                                                |                                                |                                                |
| 2002                                           | Kampioen                                       | 10                                             | 9                                              | 1                                              | 0                                              | 32                                             | 4                                              | kwalificatie                                   |                                                |
| 2003                                           | Niet gekwalificeerd                            | 3                                              | 1                                              | 1                                              | 1                                              | 3                                              | 2                                              | kwalificatie                                   |                                                |
| 2004                                           | Kampioen                                       | 8                                              | 6                                              | 2                                              | 0                                              | 17                                             | 5                                              | kwalificatie                                   |                                                |
| 2005                                           | Niet gekwalificeerd                            | 3                                              | 2                                              | 0                                              | 1                                              | 5                                              | 1                                              | kwalificatie                                   |                                                |
| 2006                                           | Kampioen                                       | 8                                              | 7                                              | 1                                              | 0                                              | 32                                             | 7                                              | kwalificatie                                   |                                                |
| 2007                                           | Kampioen                                       | 8                                              | 5                                              | 3                                              | 0                                              | 16                                             | 5                                              | kwalificatie                                   |                                                |
| 2008                                           | Groepsfase                                     | 9                                              | 5                                              | 2                                              | 2                                              | 18                                             | 7                                              | kwalificatie                                   |                                                |
| 2009                                           | Groepsfase                                     | 9                                              | 6                                              | 0                                              | 3                                              | 21                                             | 7                                              | kwalificatie                                   |                                                |
| 2010                                           | Tweede plaats                                  | 11                                             | 8                                              | 1                                              | 2                                              | 25                                             | 10                                             | kwalificatie                                   |                                                |
| 2011                                           | Kampioen                                       | 11                                             | 9                                              | 1                                              | 1                                              | 34                                             | 8                                              | kwalificatie                                   |                                                |
| 2012                                           | Kampioen                                       | 8                                              | 6                                              | 2                                              | 0                                              | 17                                             | 10                                             | kwalificatie                                   |                                                |
| 2013                                           | Halve finale                                   | 7                                              | 5                                              | 1                                              | 1                                              | 11                                             | 5                                              | kwalificatie                                   |                                                |
| 2014                                           | Niet gekwalificeerd                            | 3                                              | 2                                              | 0                                              | 1                                              | 6                                              | 4                                              | kwalificatie                                   |                                                |
| 2015                                           | Kampioen                                       | 8                                              | 6                                              | 1                                              | 1                                              | 22                                             | 5                                              | kwalificatie                                   |                                                |
| 2016                                           | Niet gekwalificeerd                            | 3                                              | 1                                              | 1                                              | 1                                              | 3                                              | 3                                              | kwalificatie                                   |                                                |
| 2017                                           | Niet gekwalificeerd                            | 3                                              | 2                                              | 0                                              | 1                                              | 7                                              | 3                                              | kwalificatie                                   |                                                |
| 2018                                           | Niet gekwalificeerd                            | 3                                              | 1                                              | 1                                              | 1                                              | 5                                              | 4                                              | kwalificatie                                   |                                                |
| 2019                                           | Kampioen                                       | 8                                              | 5                                              | 3                                              | 0                                              | 16                                             | 5                                              | kwalificatie                                   |                                                |
| 2022                                           | Niet gekwalificeerd                            | 5                                              | 2                                              | 3                                              | 0                                              | 15                                             | 8                                              | kwalificatie                                   |                                                |
| 2023                                           | Halve finale                                   | 4                                              | 2                                              | 1                                              | 1                                              | 9                                              | 4                                              | kwalificatie                                   |                                                |
| 2024                                           | Kampioen                                       | 5                                              | 3                                              | 2                                              | 0                                              | 8                                              | 4                                              | kwalificatie                                   |                                                |
| Totaal                                         | 14/20                                          | 137                                            | 93                                             | 27                                             | 17                                             | 322                                            | 111                                            |                                                |                                                |

## Individuele prijzen
| Jaar | Golden Player   |
| ---- | --------------- |
| 2002 | Fernando Torres |
| 2004 | Juanfran        |
| 2006 | Alberto Bueno   |
| 2011 | Álex Fernández  |
| 2012 | Gerard Deulofeu |
| 2015 | Marco Asensio   |

## Spelers

### Meeste interlands

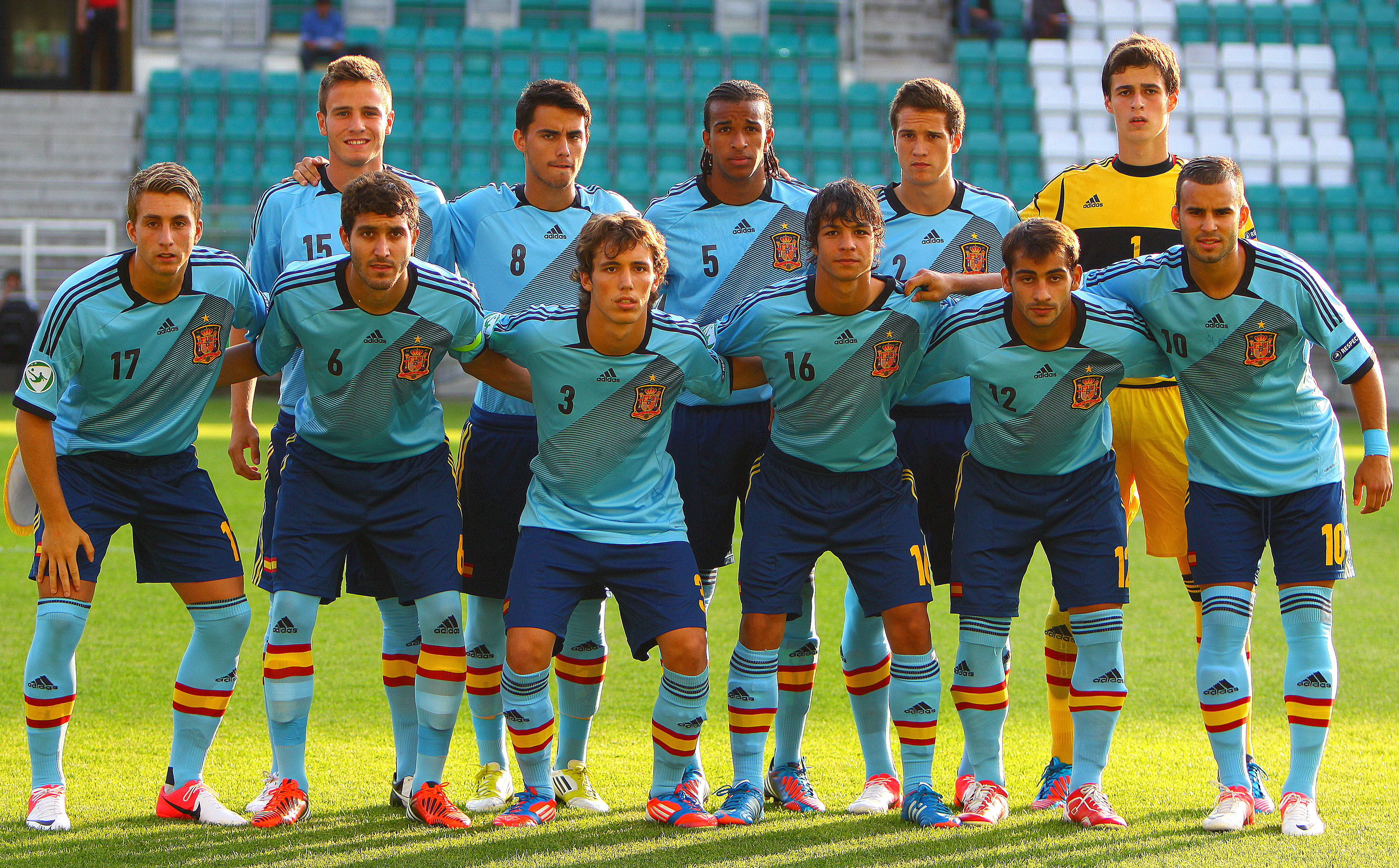
De Spaanse selectie onder 19 jaar in 2012

| Rang | Speler            | Club(s)                  | Jaar      | Caps |
| ---- | ----------------- | ------------------------ | --------- | ---- |
| 1    | Aarón Ñíguez      | Valencia, Xerez, Iraklis | 2006–2008 | 23   |
| 2    | Emilio Nsue       | Mallorca                 | 2006–2008 | 21   |
| 3    | Jorge Pulido      | Atlético Madrid          | 2008–2010 | 20   |
| 4    | Gerard Deulofeu   | Barcelona                | 2011–2012 | 19   |
| 4    | Juanmi            | Málaga                   | 2011–2012 | 19   |
| 6    | Daniel Aquino     | Murcia                   | 2007–2009 | 18   |
| 6    | César Azpilicueta | Osasuna                  | 2007–2008 | 18   |
| 6    | Aarón Martín      | Espanyol                 | 2014–2016 | 18   |
| 6    | Carlos Fernández  | Sevilla                  | 2013–2015 | 18   |
| 6    | Antonio Marín     | Almería                  | 2013–2015 | 18   |

### Topscorers
| Rang | Speler           | Club(s)                  | Jaar      | Goals |
| ---- | ---------------- | ------------------------ | --------- | ----- |
| 1    | Juan Mata        | Real Madrid              | 2006–2007 | 12    |
| 2    | Alberto Bueno    | Real Madrid              | 2006–2007 | 11    |
| 2    | Borja Mayoral    | Real Madrid              | 2014-2016 | 11    |
| 2    | Álvaro Morata    | Real Madrid              | 2010–2011 | 11    |
| 5    | Marco Asensio    | Mallorca, Real Madrid    | 2014–2015 | 8     |
| 5    | Juanmi           | Málaga                   | 2011–2012 | 8     |
| 5    | Aarón Ñíguez     | Valencia, Xerez, Iraklis | 2006–2008 | 8     |
| 5    | Pablo Sarabia    | Real Madrid, Getafe      | 2010–2011 | 8     |
| 9    | Isco Alarcón     | Valencia                 | 2010–2011 | 7     |
| 9    | Paco Alcácer     | Valencia                 | 2011–2012 | 7     |
| 9    | Sergio García    | Barcelona                | 2001–2002 | 7     |
| 9    | Francisco Mérida | Arsenal, Real Sociedad   | 2007–2009 | 7     |
| 9    | Emilio Nsue      | Mallorca                 | 2006–2008 | 7     |